# Denkmalgeschützte Objekte im Bezirk Rohrbach
Im Bezirk Rohrbach bestehen 345 denkmalgeschützte Objekte. Die unten angeführte Liste führt zu den Gemeindelisten und gibt die Anzahl der Objekte an.
| Gemeindeliste               | Objektanzahl |
| --------------------------- | ------------ |
| Aigen-Schlägl               | 21           |
| Altenfelden                 | 3            |
| Arnreit                     | 1            |
| Atzesberg                   | 0            |
| Auberg                      | 1            |
| Haslach an der Mühl         | 86           |
| Helfenberg                  | 5            |
| Hofkirchen im Mühlkreis     | 15           |
| Hörbich                     | 3            |
| Julbach                     | 3            |
| Kirchberg ob der Donau      | 7            |
| Klaffer am Hochficht        | 4            |
| Kleinzell im Mühlkreis      | 16           |
| Kollerschlag                | 1            |
| Lembach im Mühlkreis        | 6            |
| Lichtenau im Mühlkreis      | 3            |
| Nebelberg                   | 0            |
| Neufelden                   | 53           |
| Neustift im Mühlkreis       | 3            |
| Niederkappel                | 3            |
| Niederwaldkirchen           | 9            |
| Oberkappel                  | 2            |
| Oepping                     | 3            |
| Peilstein im Mühlviertel    | 5            |
| Pfarrkirchen im Mühlkreis   | 8            |
| Putzleinsdorf               | 5            |
| Rohrbach-Berg               | 31           |
| St. Johann am Wimberg       | 3            |
| St. Martin im Mühlkreis     | 7            |
| St. Oswald bei Haslach      | 2            |
| St. Peter am Wimberg        | 2            |
| St. Stefan-Afiesl           | 1            |
| St. Ulrich im Mühlkreis     | 1            |
| St. Veit im Mühlkreis       | 6            |
| Sarleinsbach                | 17           |
| Schwarzenberg am Böhmerwald | 3            |
| Ulrichsberg                 | 5            |